# Вісті ВУЦВК
«Вісті ВУЦВК», «Вісті Всеукраїнського Центрального Виконавчого Комітету» чи «Вісти ВУЦВК», від липня 1938 року «Вісті Рад депутатів трудящих УРСР» — всеукраїнська республіканська газета. Заснована в грудні 1918 року в Харкові.

## Назви
- Вісті Центрального виконкому Рад робітничих, селянських і червоноармійських депутатів УРСР (з 15 березня 1935 — 29 червня 1938)
- Вісті Всеукраїнського Центрального винавчого комітету Рад робітничих, селянських і червоноармійських депутатів (з 15 листопада 1924)
- Вісті Всеукраїнського виконкому Рад робітничих, селянських і червоноармійських депутатів та губвиконкому Харківщини (з 30 листопада 1923)
- Вісті ВУЦВК (з № 1, 1922)
- Вісті Всеукраїнського Центрального винавчого комітету Рад робітничих, селянських та червоноармійських депутатів (з 1 жовтня 1920)
- Вісті Всеукраїнського Центрального виконавчого комітету Ради робітничих, селянских та червоноармійських депутатів і Харківського губвиконкому (з 28 квітня 1920)
- Известия Всеукраинского Центрального исполнительного комитета Совета рабочих, крестьянских и красноармейских депутатов и Харьковского губревкома (з № 55, 1920)
- Известия Всеукраинского революционного комитета и Харьковского губернского революционного комитета (з 10 січня 1920)
- Известия Харьковского военного революционного комитета (з 16 грудня 1919)
- Известия Всеукраинского Центрального исполнительного комитета Советов рабочих, крестьянских и красноармейских депутатов и исполнительного комитета Киевского Совета рабочих депутатов (з 1 квітня 1919)
- Известия Харьковского Совета и губернского исполнительного комитета рабоче-крестьянских и красноармейских депутатов (з 22 березня 1919)
- Известия Всеукраинского Центрального исполкома Советов рабочих, крестьянских и красноармейских депутатов и Харьковского Совета рабочих, крестьянских и красноармейских депутатов (з 10 березня 1919)
- Известия рабоче-крестьянского правительства Украины и Харьковского Совета депутатов (з 8 березня 1919)
- Известия Временного рабоче-крестьянского правительства Украины и Харьковского Совета рабочих депутатов (з 14 січня 1918)

## Історія
Засновано в грудні 1918 року в Харкові як орган Харківської ради робітничих депутатів. З січня 1919 року газету видавали як орган Тимчасового робітничо-селянського уряду України і Харківської ради робітничих депутатів. З березня по серпень 1919 року виходила щоденно в Києві як орган ВУЦВК Рад робітничих, селянських та червоноармійських депутатів і Виконкому Київської Ради робітничих депутатів. Друкувалася українською та російською мовами, пізніше — тільки українською. З 1920 року видавалася в Харкові як орган ВУЦВК Харківського губернського виконкому, з 1921 року — як орган ВУЦВК. З червня 1934 року після перенесення столиці республіки — знову друкувалася в Києві.
З липня 1938 року змінила назву на «Вісті Рад депутатів трудящих УРСР». Газета публікувала декрети, накази та постанови Уряду УСРР, звіти про з'їзди рад з аналізом прийнятих рішень.
Серед постійних рубрик — «Міжнародні новини», «Столичний день», рубрика оголошень. З розвитком газети з'являється щотижневий додаток «Література. Наука. Мистецтво», пізніше — «Культура і побут», де друкуються праці з економіки, історії, техніки. У різний час виходили додатки «Український правопис: Дискусійний бюлетень» та «Медицина й Гігієна». У газеті детально публікувалися матеріали з процесу «Спілки визволення України». Основні дописувачі — Остап Вишня, Микола Чечель, Петро Лісовий, Микола Шраг та інші. З 1923 по 1926 роки художником-ілюстратором «Вістей» працював Олександр Довженко.
Газету видавали під редакцією Василя Блакитного (з 28 травня 1920 по 4 грудня 1925 року), потім — Євгена Касяненка.
14 травня 1941 року «Вісті» об'єднано з центральним органом партії — газетою «Комуніст» («Радянська Україна»).